# Styringomyia clandestina
Styringomyia clandestina är en tvåvingeart som beskrevs av Alexander 1956. Styringomyia clandestina ingår i släktet Styringomyia och familjen småharkrankar. Inga underarter finns listade i Catalogue of Life.